# Викторин Бочек из Подебрад
Викторин из Кунштада и Подебрад (чеш. Viktorín z Poděbrad, or Viktorín Boček z Kunštátu a Poděbrad) (1403 — 1 января 1427, Пардубице) — чешско-моравский аристократ из рода Подебрадов. Сторонник гуситов и отец короля Чехии Йиржи из Подебрад.

## Биография
Викторин родился в дворянской семье панов из Подебрад. Его родителями были пан Бочек II из Подебрад (ум. 1417) и Анна Элишка из Липы (чеш. Anna Eliška z Lipé), дочь Генриха из Липы (чеш. Jindřich z Lipé). Он дал нескольким сыновьям имя Бочек, которое носили многие из его предков.
Первое письменное упоминание о Викторине относится к 1417 году и связано с разделом наследства его отца, который скончался в этом году. Викторин унаследовал чешские поместья Наход и Гомоле, а также замок Литице, который стал его главной резиденцией. Иногда он именовался как Викторин Бочек из Литиц. Викторин унаследовал от отца моравские имения, которыми он владел вместе со старшим братом Бочеком III из Подебрад. Его младший брат Гинек унаследовал от отца Подебрадский замок с округом. Старший брат, Ян из Подебрад, скончался при жизни отца, в 1407—1409 годах. Викторин и Бочек III неоднократно судились из-за моравских владений со своими дальними родственниками Геральдом Пушкой из Кунштата и Смилом из Кунштата и Блудова.
Около 1420 года Викторин из Подебрад приобрел имение Пардубице, что значительно увеличило его владения в Восточной Чехии. Его младший брат Гинек из Подебрад скончался в 1426 году в битве при Нимбурке. После смерти Гинека Викторин унаследовал Подебрадское панство, а также замок Мидловар, который Гинек незаконно захватил в 1425 году.
Викторин из Подербад, как и его братья, поддержал гуситов. В 1420 году он участвовал в осаде крепости Вышеград и присоединился к оребитам. В начале 1422 года он примкнул к Яну Жижке, став его сторонником и другом. По этой причине замок Литице был в 1421 году осажден войсками князей и дворян-католиков, которые перешли на сторону императора Сигизмунда Люксембургского. После смерти Яна Жижки Викторин некоторое время возглавлял сироток, но потом он перешел на сторону более умеренных граждан Праги.
Викторин из Подебрад скончался 1 января 1427 года в своём замке Пардубице.

## Семья
Викторин из Подебрад был женат на Анне из Вартенберга (чеш. Anna z Vartenberka; 1403—1459), от брака с которой у него было трое детей:
- Йиржи из Подебрад (1420—1471), король Чехии (1458—1471)
- Елизавета (1422—1501), жена Индриха из Дуба и Липе
- Маркета (1425—1476), жена Богуслава из Зеберка и Плане.